# Mirrorthrone
Mirrorthrone ist ein Ein-Mann-Avantgarde-Metal-Projekt von Vladimir Cochet.

## Bandgeschichte
Die Band wurde im Jahr 2000 in der Schweiz gegründet. In den Jahren 2001 und 2002 wurden zwei Demotapes aufgenommen, durch welche das Label Red Stream Inc. auf die Band aufmerksam wurde. 2003 erschien das erste Album Of Wind and Weeping, welches von der Metal-Szene positiv aufgenommen wurde. 2006 erschien das zweite Album Carriers of Dust. Da die Band auch für das zweite Album überaus positive Rückmeldung bekam, wurde ein weiteres Album aufgenommen und 2008 unter dem Titel Gangrene veröffentlicht.

## Rassismusvorwürfe
Der Liedtext zu A Scream to Express the Hate of a Race wurde von einigen Personen als rassistisch interpretiert, woraufhin Vladimir Cochet sich von Rassismus, Nazis, White Pride und ähnlichem distanzierte und betonte, dass der Text sich auf die menschliche Rasse in ihrer Gesamtheit beziehe.

## Diskografie
- Of Wind and Weeping (Red Stream Inc., 2003)
- Carriers of Dust (2006)
- Gangrene (2008)